# Wereldbeker schaatsen 2014/2015 - Wereldbeker 5

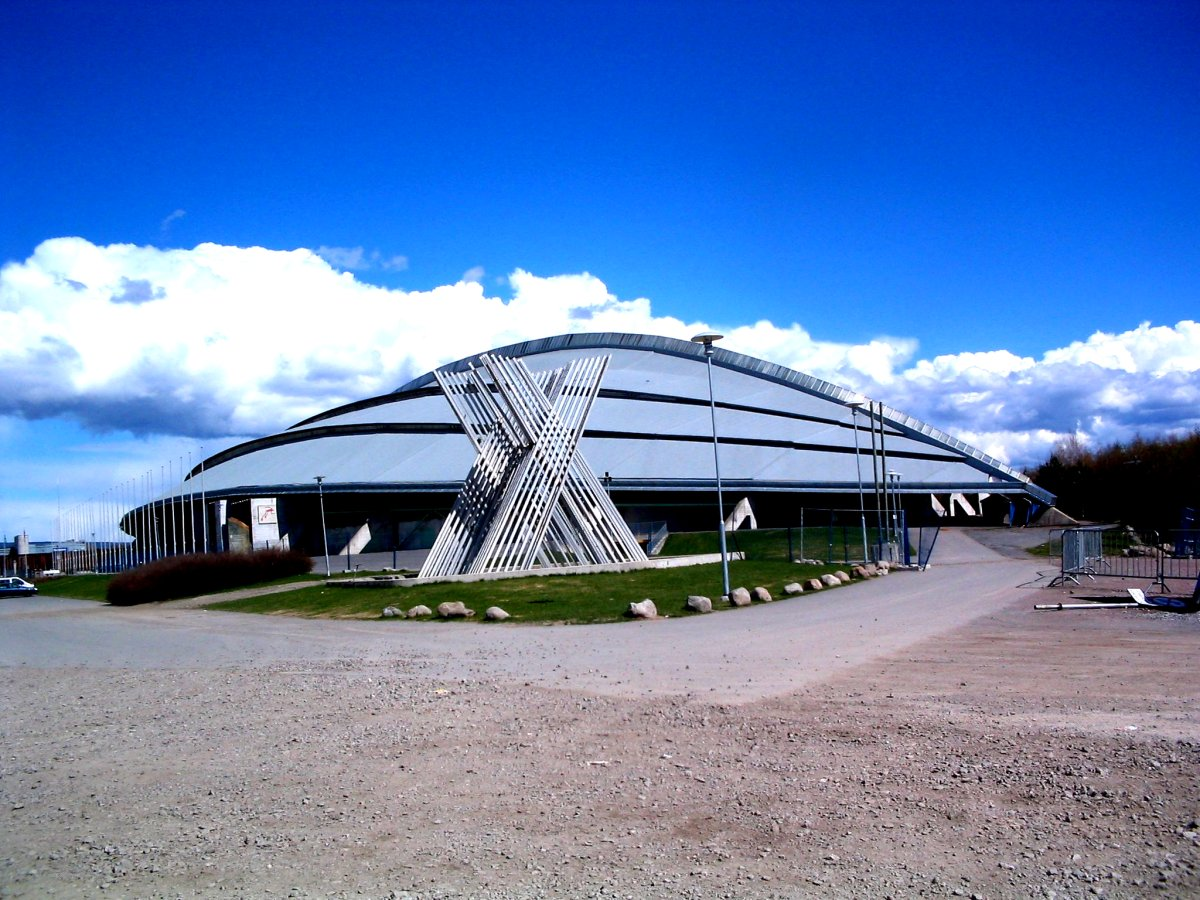
Het Vikingskipet in Hamar

De Wereldbeker schaatsen 2014/2015 Wereldbeker 5 was de vijfde wedstrijd van het wereldbekerseizoen 2014/2015 die plaatsvond op 31 januari en 1 februari 2015 op de ijsbaan Vikingskipet in Hamar, Noorwegen.
Alleen de lange afstanden en de massastart stonden op het programma. De wereldbekerwedstrijd stond verder in het teken van de plaatsing voor de wereldkampioenschappen schaatsen allround 2015 in Calgary vijf weken later die grotendeels in dit weekend bepaald werd.

## Tijdschema
| Datum               | Onderdelen                                                        |
| ------------------- | ----------------------------------------------------------------- |
| Zaterdag 31 januari | 1500 m vrouwen 5000 m mannen                                      |
| Zondag 14 december  | 3000 m vrouwen 1500 m mannen massastart vrouwen massastart mannen |

## Podia

### Mannen
| Wedstrijd  | Goud                      | Tijd              | Zilver                   | Tijd              | Brons                           | Tijd              |
| 1500 m     | Denis Joeskov Rusland     | 1.45,07           | Kjeld Nuis Nederland     | 1.45,80           | Denny Morrison Canada           | 1.46,03           |
| 5000 m     | Jorrit Bergsma Nederland  | 6.17,89           | Douwe de Vries Nederland | 6.23,04           | Sverre Lunde Pedersen Noorwegen | 6.23,21           |
| Massastart | Lee Seung-hoon Zuid-Korea | 7.50,52 60 punten | Marco Weber Duitsland    | 7.50,82 40 punten | Bart Swings België              | 7.50,87 25 punten |

### Vrouwen
| Wedstrijd  | Goud                                | Tijd              | Zilver                         | Tijd              | Brons                     | Tijd              |
| 1500 m     | Heather Richardson Verenigde Staten | 1.56,30           | Brittany Bowe Verenigde Staten | 1.57,30           | Marije Joling Nederland   | 1.57,51           |
| 3000 m     | Martina Sáblíková Tsjechië          | 4.03,68           | Carlijn Achtereekte Nederland  | 4.05,13           | Ireen Wüst Nederland      | 4.05,20           |
| Massastart | Irene Schouten Nederland            | 8.47,47 61 punten | Ivanie Blondin Canada          | 8.47,51 40 punten | Mariska Huisman Nederland | 8.47,67 23 punten |